# Vernon Wong
Vernon Wa Lon Wong (Hong Kong, 19 de novembro de 1989) é um futebolista macaense que joga como defesa central no Sporting Clube de Macau e na Seleção Macaense.